# 神屋楯比売
神屋楯比売（カムヤタテヒメ）は、日本神話に登場する女神。

## 概要
『古事記』に登場する女神で、大国主神の妻の一柱。名前だけの記述で、親神や神格などは一切不明。ただし『先代旧事本紀』では高津姫という名で宗像の辺津宮に坐す神としているので、この伝承によれば多岐都比売命と同一神ということになる。また『日本書紀』には登場しない。
『海部氏勘注系図』では神屋多底姫命と表記されている。
「屋楯」を「矢と盾」と解する説があるが必然性はなく、「神屋」を神の籠る屋で「神殿」、「楯」を「立てられたもの」で神殿を守るために立てられた「垣」と解し、名義は「神の籠る家屋の防壁の女性」と考えられる。また系譜の関係から、神殿（神屋楯比売命）に託宣の神（事代主神）が籠ると考えられる。

## 系譜

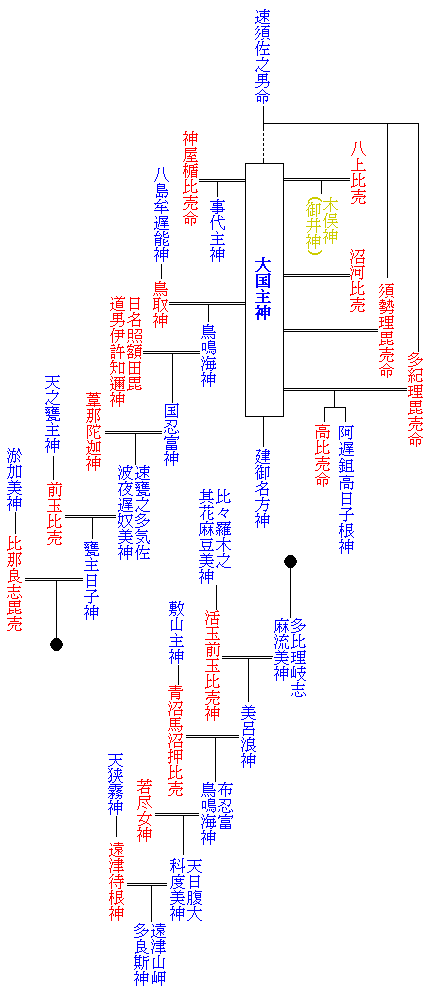
大国主の系図（『古事記』による）。青は男神、赤は女神、黄は性別不詳

大国主神との間に事代主神を生んでいる。

## 祀る神社
- 八王子神社（奈良県奈良市漢國町） - 漢國神社の境内社。諸説ある祭神の一説。
- 大后社（島根県松江市美保関町美保関） - 祭神  - 美保神社の末社。三柱の中の一柱。